# Amorphogynia
Amorphogynia es un género de polillas perteneciente a la familia Geometridae, descrita por primera vez por el entomólogo inglés William Warren en 1894. Es un género bastante aislado, es decir, que consiste en pocas especies relacionadas estructural o filogenéticamente. 
Este género es un derivado directo de Lycia y existen pocas diferencias entre ambos géneros, salvo cierta morfología genital. Por ello, debió originarse en Asia Menor tras la llegada de Lycia hirtaria. Incluso en Asia Menor, solo ha podido ocupar una pequeña área, a pesar de haber llegado a Europa antes de los cambios geológicos que dieron lugar a la unión del Mar Negro y el Mediterráneo. Por lo tanto, la formación del Bósforo, el Mar de Mármara y los Dardanelos dividió a la especie en dos ramas que divergieron sustancialmente debido al aislamiento geográfico.

## Especies
| Hesperomiza | \| \| Amorphogynia inversarius Rebel, 1903 (Este de Rumelia) \| \| \| \| \| \| Amorphogynia necessaria (Zeller, 1849) (Asia Menor desde Esmirna hasta Armenia) \| \| \| \| |
|             | \| \| Amorphogynia inversarius Rebel, 1903 (Este de Rumelia) \| \| \| \| \| \| Amorphogynia necessaria (Zeller, 1849) (Asia Menor desde Esmirna hasta Armenia) \| \| \| \| |
|             | Amorphogynia inversarius Rebel, 1903 (Este de Rumelia) |
|             | |
|             | Amorphogynia necessaria (Zeller, 1849) (Asia Menor desde Esmirna hasta Armenia)                                                                                            |
|             | |